# Manoncourt-en-Woëvre
Manoncourt-en-Woëvre ist eine französische Gemeinde mit 254 Einwohnern (Stand: 1. Januar 2022) im Département Meurthe-et-Moselle in der Region Grand Est (vor 2016: Lothringen). Sie gehört zum Arrondissement Toul und zum Kanton Le Nord-Toulois.

## Geografie
Manoncourt-en-Woëvre liegt in der Landschaft Woëvre, etwa 23 Kilometer westnordwestlich von Nancy. Umgeben wird Manoncourt-en-Woëvre von den Nachbargemeinden Domèvre-en-Haye im Norden, Tremblecourt im Norden und Nordosten, Rogéville im Nordosten, Rosières-en-Haye im Nordosten und Osten, Avrainville im Osten, Francheville im Süden, Andilly im Südwesten und Westen, Royaumeix im Westen sowie Minorville im Nordwesten. 

## Bevölkerungsentwicklung
| Jahr                       | 1962 | 1968 | 1975 | 1982 | 1990 | 1999 | 2006 | 2019 |
| Einwohner                  | 135  | 130  | 133  | 209  | 201  | 207  | 211  | 246  |
| Quellen: Cassini und INSEE |      |      |      |      |      |      |      |      |

## Sehenswürdigkeiten
- Kirche Saint-Gérard aus dem 10. Jahrhundert
- Kirche Saint-Martin aus dem 18. Jahrhundert

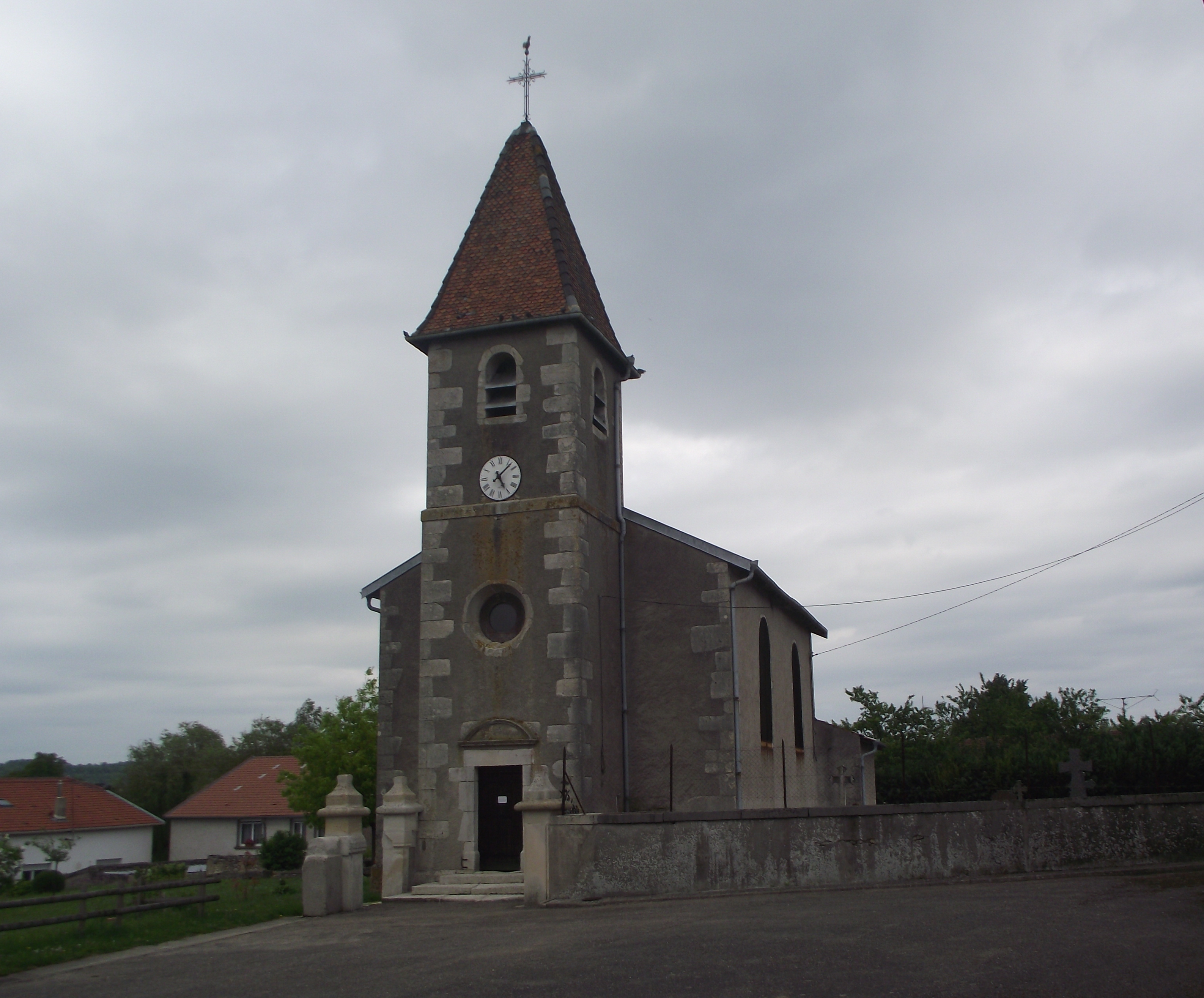
Kirche Saint-Martin